# Mylabris marginata
Mylabris marginata is een keversoort uit de familie van oliekevers (Meloidae). De wetenschappelijke naam van de soort is voor het eerst geldig gepubliceerd in 1844 door Fischer von Waldheim.